# Jamno (Chorwacja)
Jamno – wieś w Chorwacji, w żupanii varażdińskiej, w gminie Bednja. W 2011 roku liczyła 86 mieszkańców.